# Jungermanniaceae
A Jungermaniaceae é uma família de hepáticas folhosas em constante atualização que conta com plantas pequenas amplamente distribuídas, contando com 765 espécies aceitas.  Vários gêneros anteriormente incluídos na família são agora classificados em Myliaceae ou Solenostomataceae .
A maioria das espécies desta família são encontradas em regiões temperadas. A maioria das espécies dessa família costuma crescer em substratos como troncos, solos úmidos e rochas sombreadas. Suas folhas não possuem nervura central e, normalmente, são dentadas. Além disso, os indivíduos de Jungermanniaceae se reproduzem principalmente por esporos, porém também pode ocorrer propagação vegetativa.
As principais características da família:
- As folhas são suculentas .
- As folhas não caem no comprimento do caule.
- O perianto está no ramo principal e é terminal.
- Os rizóides estão localizados ao longo do caule.

## Descrição
As plantas podem ser verdes, amarronzadas, vermelhas ou roxas. Se localizam próximas ao substrato ou eretas e com ramos simples ou irregulares e intercalados (lateral, ventral e dorsal), às vezes apresentam estolão. 
Os filóides são súcubos alternados e raramente opostos, sem lóbulos ou poucos (de 2 a 4), não aplanados, com inserção principalmente na transversal e inteiro. Células apresentam trigônios e anfigastro ausente ou pequeno. 
Seus rizóides são espalhados que podem ser avermelhados sem restrições de localidade. O esporófito é cercado pelo perianto que pode ser inflado, picado ou liso. A reprodução conta com gemas usualmente anguladas, sem reprodução vegetativa. As plantas são dióicas. 
Os ramos não crescem na parte inferior do caule quando as plantas se ramificam. As folhas não são lobadas e têm uma borda lisa, e os sub-lóbulos são vestigiais ou ausentes. 

## Subfamílias e gêneros
Subfamílias e gêneros incluídos em Jungermanniaceae: 
- Delavayelloideae Grolle
  - Delavayella Steph.
  - Liochlaena Nees
- Jungermannioideae Dumort.
  - Eremonoto Lindb. & Kaal. ex Pearson
  - Jungermannia L.
- Mesoptychioideae R.M.Schust.
  - Mesoptychia (Lindb.) A.Evans
  - Rivulariella D.H.Wagner.
- incerta sede
  - † Jungermannitas Goeppert & Berendt, 1845 - morfogênio fóssil

Principais espécies ocorrentes no Brasil:
- Anastrophyllum (Spruce) Steph > Com domínio fitogeográfico na mata atlântica, e foi confirmada nas regiões norte, nordeste, sul e sudeste do Brasil, nos estados do Amazonas, Bahia, Espirito Santo, Minas Gerais, Rio de Janeiro, São Paulo, Paraná e Rio Grande do Sul. (pode ser encontrada como Diplophyllum (Dumort.) Dumort.) Espécies: Anastrophyllum auritum (Lehm.) Steph., Anastrophyllum piligerum (Nees) Steph., Anastrophyllum tubulosum (Nees) Grolle

- Isopaches H. Buch > Com domínio fitogeográfico na Mata Atlântica, foi confirmada na região sudeste, no Espirito Santo e Rio de Janeiro.
- Jungermannia L. > Com domínio fitogeográfico amplo na região da Amazônia, Cerrado, Mata Atlântica e Pantanal. Foi confirmada nas cinco regiões do país, nos estados do Pará, Piauí, Mato Grosso do Sul, Mato Grosso, Espírito Santo, Minas Gerais, Rio de Janeiro, São Paulo, Rio Grande do Sul e Santa Catarina. Espécies: Jungermannia amoena Lindenb. & Gottsche, Jungermannia decolor Schiffn., Jungermannia hyalina Lyell, Jungermannia sphaerocarpa Hook.
- Lophozia (Dumort.) Dumort. > Com domínio fitogeográfico na Mata Atlântica porém foi registrada apenas no Sul, no estado de Santa Catarina. Espécies: Lophozia bicrenata (Schmidel) Dumort., Lophozia patagonica Herzog & Grolle

Domínio e estados de ocorrência no Brasil:
Os domínios fitogeográficos são Amazônia, Pantanal, Cerrado e Mata Atlântica.
O tipo de vegetação onde se encontra vai desde Campo de Altitude, Cerrado, Floresta Ciliar ou Galeria, Floresta de Terra Firme, Floresta Ombrófila, Floresta Ombrófila Mista e Vegetação sobre afloramentos rochosos. 
Registradas nas cinco regiões do Brasil, nos estados da Amazônia, Roraima, Pará, Mato Grosso, Mato Grosso do Sul, Piauí, Bahia, Espírito Santo, Rio de Janeiro, Minas Gerais, São Paulo, Paraná, Santa Catarina e Rio Grande do Sul.

Relações Filogenéticas
Jungermanniaceae é uma família considerada um grupo antigo de briófitas, há diversos registros fósseis que mostram datas de diferentes períodos geológicos. Segundo Goffinet et al. (2007), "a diversificação dessas plantas está intimamente ligada a mudanças climáticas e à colonização de novos habitats, especialmente em ambientes úmidos".
Os atuais estudos filogenéticos mostram que esse grupo pode ser parafilético, o que significa que acaba não incluindo todos os descendentes de seu ancestral comum, isso pode se dar por conta das características morfológicas e genéticas que são muito variáveis entre seus gêneros, de acordo com Shaw et al. (2005), "as características morfológicas e genéticas das espécies podem levar a uma interpretação parafilética, onde alguns grupos não incluem todos os descendentes de um ancestral comum", o que apoia essa ideia.
Os gêneros dentro de Jungermanniaceae, muitas vezes apresentam características que permitem que eles sejam agrupados, devido ao fato de possuírem características morfológicas parecidas. Amelio et al. (2020) observam que "as semelhanças morfológicas entre esses gêneros sugerem uma relação evolutiva próxima". Outro ponto importante, é que utilizar sequências de DNA acaba sendo essencial para permitir que as relações filogenéticas sejam entendidas, pois assim permite que ambiguidades morfológicas possam ser resolvidas sem problemas.